# Pandemos
Genre
Pandemos est un genre d'insectes lépidoptères de la famille des Riodinidae dont  Pandemos pasiphae est le seul représentant.

## Dénomination
Le nom Pandemos a été donné par Jakob Hübner en 1819.

## Espèce
Pandemos pasiphae (Cramer, [1775]); présent en Guyane, en Guyana, en Colombie en Amazonie et au Pérou.

### Source
- Pandemos sur funet